# دوري السوبر الأوغندي 2000
دوري السوبر الأوغندي 2000 (بالإنجليزية: 2000 Uganda Super League)‏ هو موسم من دوري السوبر الأوغندي. أشرف على تنظيمه اتحاد أوغندا لكرة القدم، وكان عدد الأندية المشاركة فيه 17، وفاز فيه نادي ناكيفوبو فيلا.